# Tony Simms
Anthony « Tony » Simms, né le 16 février 1959, à Kingston, en Jamaïque, est un ancien joueur canadien de basket-ball. Il évolue durant sa carrière au poste d'arrière.

## Palmarès
- 3e du championnat des Amériques 1984